# 21 de maio
21 de maio é o 141.º dia do ano no calendário gregoriano (142.º em anos bissextos). Faltam 224 dias para acabar o ano.

## Eventos históricos

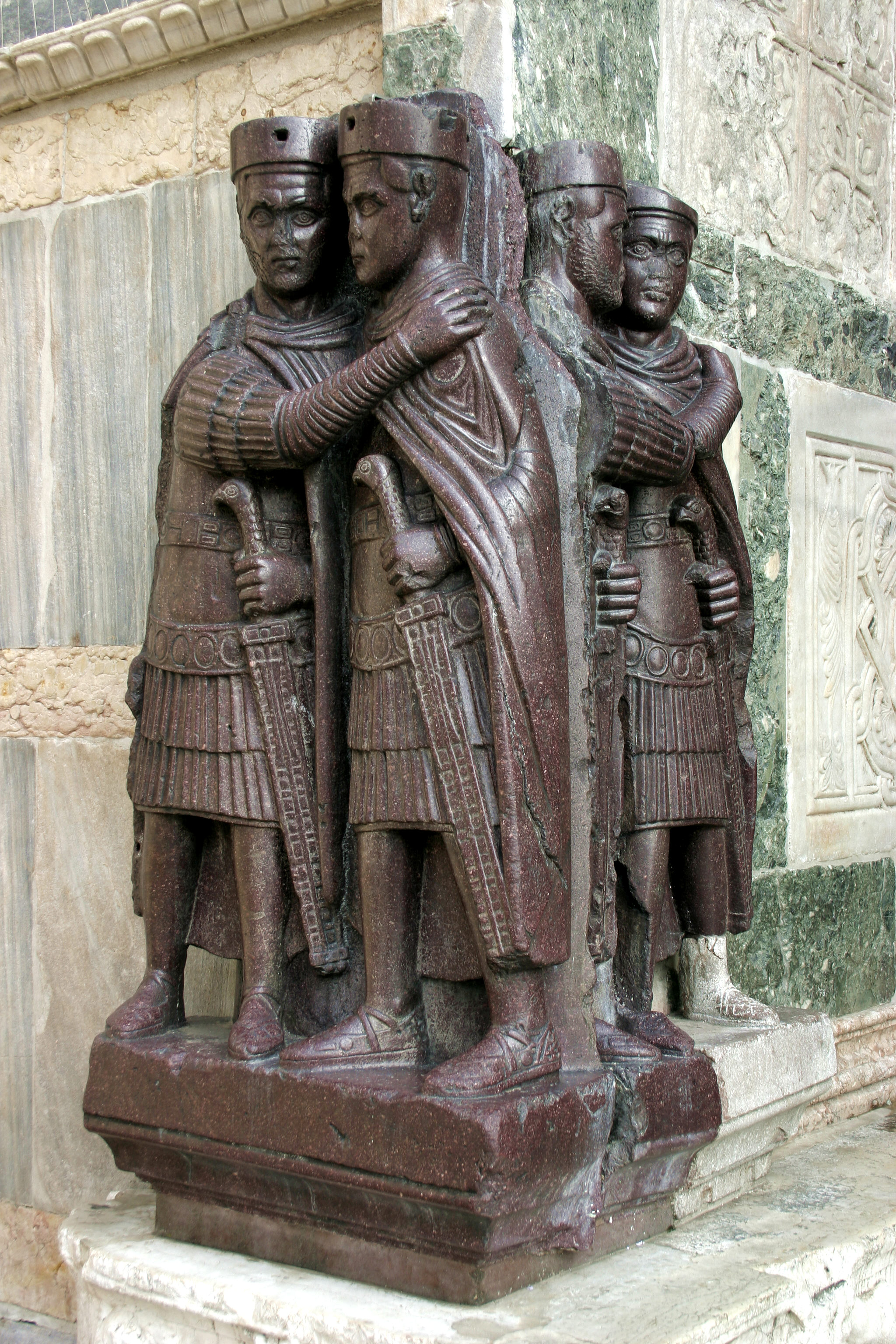
293: Os Tetrarcas

1904: Fundação da Federação Internacional de Futebol (FIFA)

- 0078 — Criação do Shaka Samvat, o calendário nacional indiano.
- 0293 — Os imperadores romanos Diocleciano e Maximiano nomeiam Galério como César para Diocleciano, iniciando o período de quatro governantes conhecidos como a Tetrarquia.
- 0878 — Siracusa, na Itália, é capturada pelo Emirado Aglábida da Sicília.
- 0879 — Papa João VIII dá a bênção a Branimiro e aos croatas, considerando internacionalmente o reconhecimento do estado croata.
- 0996 — Otão III é coroado como sacro imperador romano.
- 1349 — O Código de Ducham, a constituição do Império Sérvio, é promulgado por Estêvão Úresis IV.[1]
- 1403 — Henrique III de Castela envia Ruy González de Clavijo como embaixador a Tamerlão para discutir a possibilidade de uma aliança entre os Timúridas e Castela contra o Império Otomano.
- 1502 — A Ilha de Santa Helena é descoberta pelo navegador português João da Nova.
- 1674 — A nobreza da República das Duas Nações (Polónia e Lituânia) elege João Sobieski como Rei da Polónia e Grão-Duque da Lituânia.
- 1703 — Daniel Defoe, autor de Robinson Crusoe, é preso sob a acusação de difamação sediciosa.[2]
- 1725 — A Ordem Imperial de Santo Alexandre Nevsky é instituída na Rússia pela imperatriz Catarina I.
- 1792 — O domo de lava do Monte Unzen desaba, na ilha japonesa de Quiuxu, criando um tsunami mortal que matou quase 15 000 pessoas.[3]
- 1799 — Fim do Cerco de Acre (1799): Napoleão Bonaparte abandona o cerco à cidade otomana de Acre após dois meses. Este foi o ponto de virada da campanha egípcia de Bonaparte e uma das primeiras grandes derrotas que ele sofreu em sua carreira militar.[4]
- 1809 — O primeiro dia da Batalha de Aspern-Essling entre o exército austríaco liderado pelo arquiduque Carlos e o exército francês liderado por Napoleão I da França, vê o ataque francês através do Danúbio.
- 1851 — A escravidão na Colômbia é abolida.
- 1863 — Guerra Civil Americana: o Exército da União consegue fechar a última rota de fuga de Port Hudson, Louisiana, em preparação para o cerco que se aproximava.
- 1864
  - As ilhas Jônicas são reintegradas à Grécia.
  - A Rússia declara o fim da Guerra Russo-Circassiana e muitos circassianos são forçados ao exílio. O dia é designado o Dia Circassiano de Luto.
  - Guerra Civil Americana: termina a Batalha de Spotsylvania Court House.
- 1871 — Tropas francesas invadem a Comuna de Paris e envolvem seus moradores em combates de rua. Ao final da "Semana Sangrenta", cerca de 20 000 comunardos foram mortos e 38 000 presos.
- 1879 — Guerra do Pacífico: dois navios chilenos que bloqueiam o porto de Iquique (então pertencente ao Peru) enfrentam dois navios peruanos na Batalha de Iquique.
- 1904 — Fundação da Federação Internacional de Futebol (FIFA).
- 1911 — Presidente do México, Porfirio Díaz, e o revolucionário Francisco I. Madero assinam o Tratado de Ciudad Juárez para acabar com a luta entre as forças de ambos os homens, concluindo a fase inicial da Revolução Mexicana.
- 1927 — Charles Lindbergh pousa no campo de Le Bourget, em Paris, completando o primeiro voo solo sem escalas do mundo através do Oceano Atlântico.
- 1932 — O mau tempo força Amelia Earhart a pousar em um pasto em Derry, Irlanda do Norte, Reino Unido, e assim se torna a primeira mulher a voar sozinha pelo Oceano Atlântico.
- 1937 — Uma estação soviética, Pólo Norte-1, torna-se o primeiro assentamento de pesquisa científica a operar no gelo à deriva do Oceano Ártico.
- 1941 — Segunda Guerra Mundial: 1759,4 km da costa do Brasil, o navio mercante norte-americano SS Robin Moor é afundado pelo submarino alemão U-69 e torna-se o primeiro navio norte-americano a ser afundado por um U-boat.
- 1946 — O físico Louis Slotin é fatalmente irradiado em um incidente crítico durante um experimento com o Núcleo do Demónio no Laboratório Nacional de Los Alamos.
- 1961 — Movimento estadunidense pelos direitos civis: o governador do Alabama, John Malcolm Patterson, declara a lei marcial em uma tentativa de restaurar a ordem após o início de tumultos raciais.
- 1961 — O grupo terrorista Força Voluntária do Ulster declara guerra ao também grupo terrorista Exército Republicano Irlandês na Irlanda do Norte, Reino Unido.
- 1969 — Agitação civil em Rosário, Argentina, conhecida como Rosariazo, após a morte de um estudante de 15 anos.
- 1972 — A escultura de Michelangelo, Pietà, é atingida por várias marteladas dadas por Laszlo Toth, um húngaro naturalizado australiano, na Capela Sistina, no Vaticano.
- 1981
  - Governo italiano divulga a lista de membros da Loja P2, Propaganda Dois, uma loja pseudo-maçônica ilegal que foi implicada em numerosos crimes e mistérios italianos.
  - Metro-Goldwyn-Mayer compra a United Artists da Transamerica Corporation por US$ 380 milhões, porque o filme de 1980, Heaven's Gate, de US$ 44 milhões, foi um fracasso de bilheteria.
- 1991
  - Mengistu Haile Mariam, presidente da República Democrática Popular da Etiópia, foge da Etiópia, encerrando efetivamente a Guerra Civil Etíope.
  - O ex-primeiro-ministro indiano Rajiv Gandhi é assassinado por uma mulher-bomba perto de Madras.
- 1994 — República Democrática do Iêmen tenta, sem sucesso, se separar da República do Iêmen; uma guerra civil irrompe.
- 1996 — A balsa MV Bukoba afunda nas águas da Tanzânia no Lago Vitória, matando quase 1 000 pessoas.[5]
- 1998 — O presidente Suharto da Indonésia renuncia após o assassinato de estudantes da Universidade Trisakti no início daquela semana pelas forças de segurança e crescentes protestos em massa em Jacarta contra seu governo corrupto em andamento.
- 2001 — É promulgada a lei francesa Taubira, reconhecendo oficialmente o tráfico atlântico de escravos e a escravidão como crimes contra a humanidade.
- 2003 — O terremoto de Boumerdès de 6,8Mw sacode o norte da Argélia com uma intensidade máxima de Mercalli de X. Mais de 2 200 pessoas morreram e um tsunami moderado afundou barcos nas Ilhas Baleares.[6]
- 2005
  - A Wikipédia em português atinge 50 000 artigos.
  - Montanha-russa mais alta do mundo, Kingda Ka é inaugurada no Six Flags Great Adventure em Jackson Township, Nova Jersey.
- 2006 — República do Montenegro realiza um referendo propondo a independência da União Estatal da Sérvia e Montenegro; 55% dos montenegrinos votam pela independência.
- 2010 — JAXA, Agência Japonesa de Exploração Aeroespacial, lança a nave espacial de vela solar IKAROS a bordo de um foguete H-IIA. A nave faria um sobrevoo de Vênus no final do ano.
- 2011 — O radialista estadunidense Harold Camping previu que o mundo terminaria nesta data.
- 2012 — Um atentado suicida mata mais de 120 pessoas em Saná, no Iêmen.
- 2018 — Início da Greve dos caminhoneiros, resultando no desabastecimento de alimentos, medicamentos e combustíveis pelo Brasil.

## Nascimentos

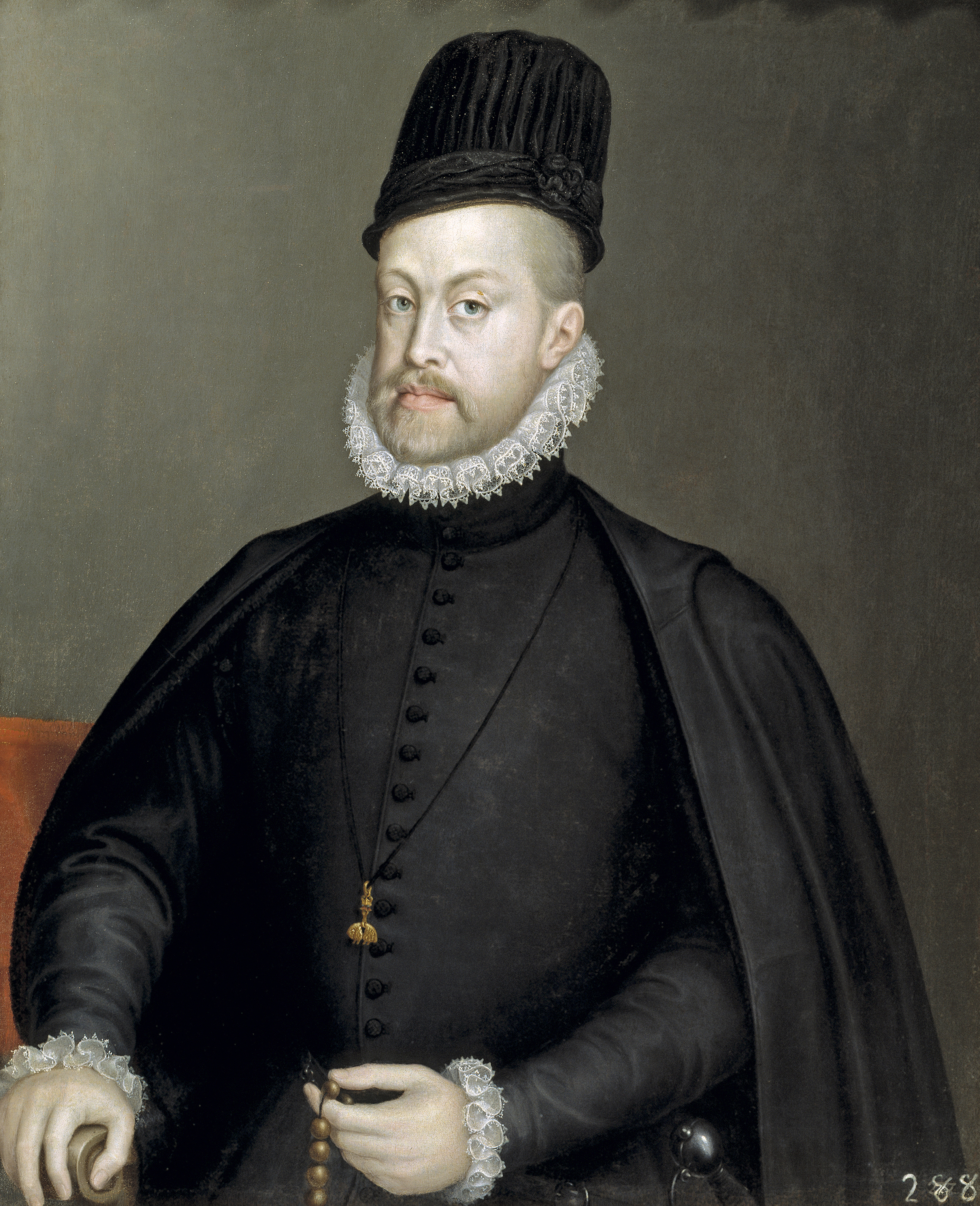
Filipe II da Espanha.

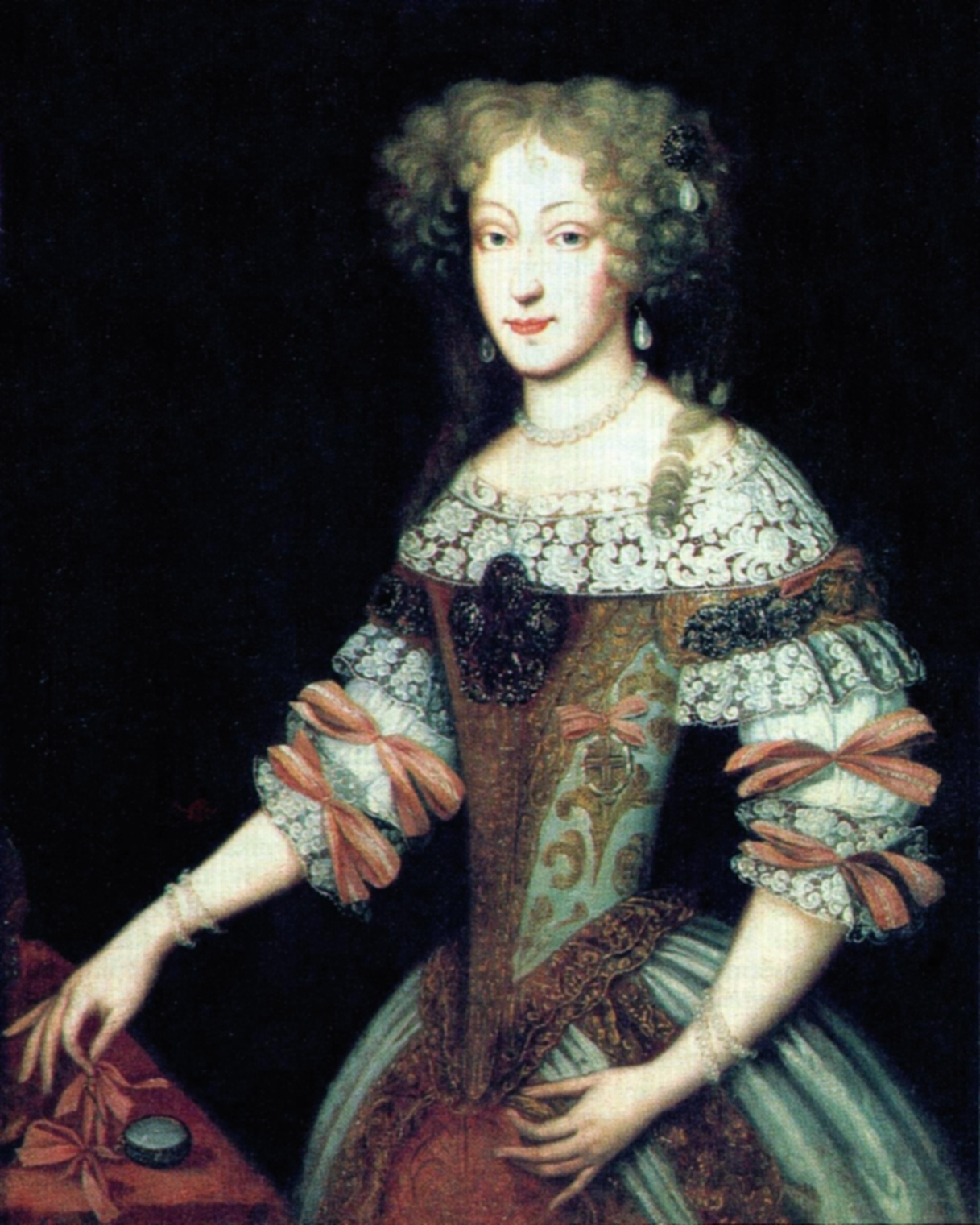
Leonor da Áustria, Rainha da Polónia

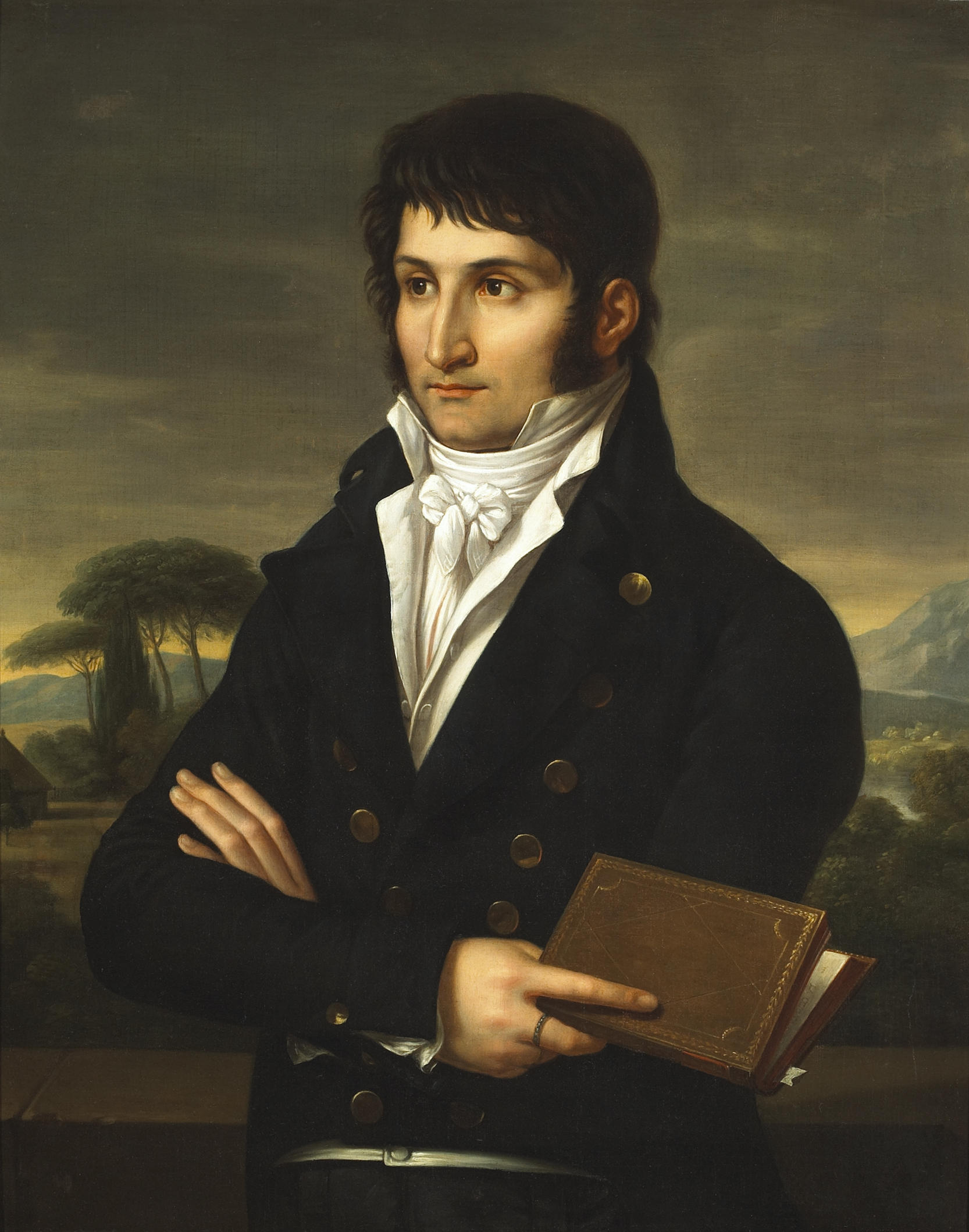
Luciano Bonaparte

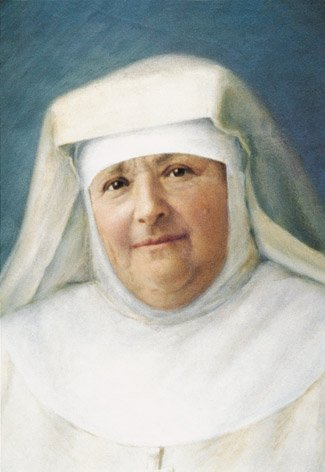
Hélène de Chappotin

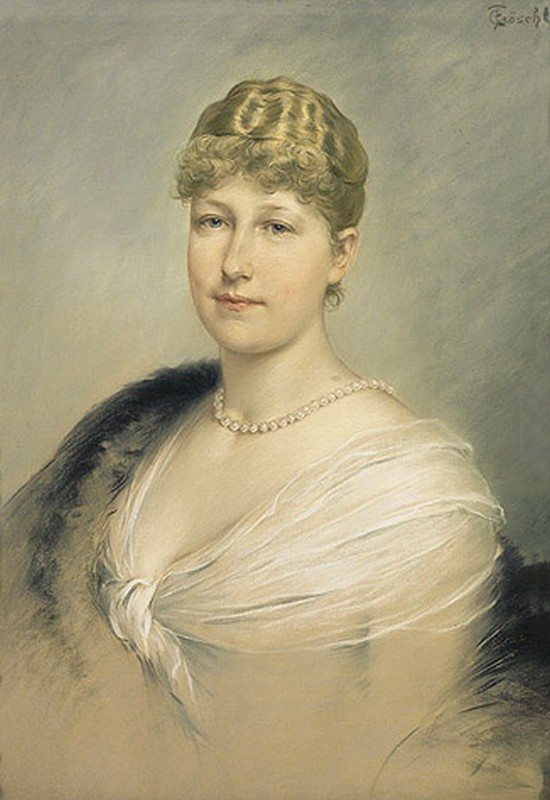
Estefânia da Bélgica

The Notorious B.I.G.

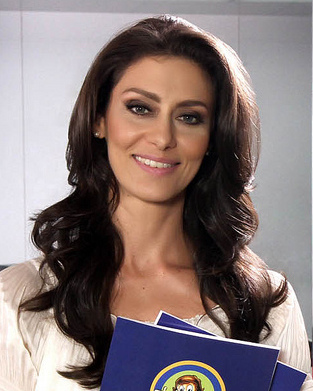
Maria Fernanda Cândido

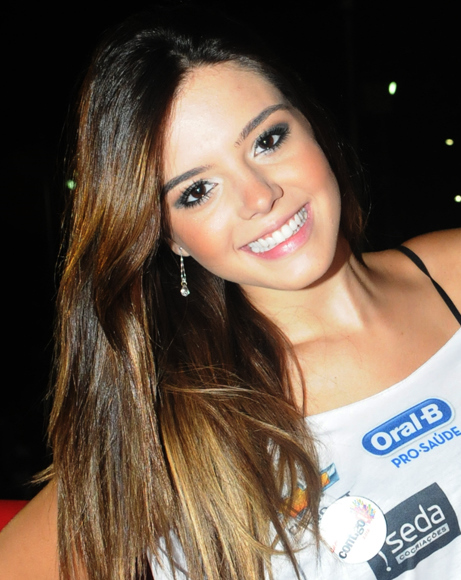
Giovanna Lancellotti

### Anterior ao século XIX
- 1471 — Albrecht Dürer, pintor alemão (m. 1528).
- 1497 — Al-Hattab, jurista muçulmano (m. 1547).
- 1527 — Filipe II de Espanha (m. 1598).
- 1653 — Leonor da Áustria, Rainha da Polónia (m. 1697).
- 1688 — Alexander Pope, poeta britânico (m. 1744).
- 1755 — Alfred Moore, juiz estadunidense (m. 1810).
- 1756 — William Babington, médico e mineralogista inglês (m. 1833
- 1759 — Joseph Fouché, político francês (m. 1820).
- 1775 — Luciano Bonaparte, militar, político e acadêmico francês (m. 1840).
- 1790 — William Cavendish, 6.º Duque de Devonshire (m. 1858).
- 1780 — Elizabeth Fry, reformadora social e filantropa inglesa (m. 1845).
- 1792 — Gaspard-Gustave Coriolis, matemático e engenheiro francês (m. 1843).
- 1799 — Mary Anning, paleontóloga inglesa (m. 1847).

### Século XIX
- 1801 — Sofia da Suécia (m. 1865).
- 1806 — Harriet Howard, Duquesa de Sutherland (m. 1868).
- 1830 — José Francisco da Silva Albano, comerciante e militar brasileiro (m. 1901).
- 1839 — Hélène de Chappotin, religiosa e beata francesa (m. 1904).
- 1843
  - Charles Albert Gobat, político suíço (m. 1914).
  - Louis Renault, jurista francês (m. 1918).
- 1844 — Henri Rousseau, pintor francês (m. 1910).
- 1850 — Giuseppe Mercalli, vulcanólogo italiano (m. 1914).
- 1856 — José Batlle, político uruguaio (m. 1929).
- 1864 — Estefânia da Bélgica (m. 1945).
- 1868 — Maria Berta de Rohan, duquesa de Madrid (m. 1945).
- 1884 — Manuel Pérez y Curis, poeta uruguaio (m. 1920).
- 1895 — Lázaro Cárdenas del Río, político mexicano (m. 1970).

### Século XX

#### 1901–1950
- 1901 — Arthur Wallis Exell, botânico britânico (m. 1993).
- 1917 — Raymond Burr, ator canadense (m. 1993).
- 1921 — Andrei Sakharov, físico e ativista soviético (m. 1989).
- 1925 — Walter Zanini, historiador, crítico de arte e curador brasileiro (m. 2013).
- 1927 — Sebastião Vasconcelos, ator brasileiro (m. 2013).
- 1928 — António Ribeiro, cardeal português (m. 1998).
- 1933 — Olga Savary, escritora brasileira (m. 2020).
- 1934 — Bengt Samuelsson, químico sueco (m. 2024).
- 1937 — Ricardo Alarcón, político e diplomata cubano (m. 2022).
- 1942
  - Danny Ongais, automobilista americano (m. 2022).
  - Ivo Viktor, ex-futebolista tcheco.
  - John Konrads, nadador australiano (m. 2021).
- 1943
  - Gracindo Júnior, ator brasileiro.
  - Hilton Valentine, músico britânico (m. 2021).
- 1945 — Eduardo Geada, acadêmico português.
- 1947 — Jonathan Hyde, ator australiano.
- 1948
  - Günter Zöller, ex-patinador artístico alemão.
  - Leo Sayer, músico britânico.
- 1949 — Hermes Aquino, publicitário, poeta, compositor, violonista e cantor brasileiro.

#### 1951–2000
- 1951 — Al Franken, político estadunidense.
- 1956 — Tassilo Thierbach, ex-patinador artístico alemão (m. 2025).
- 1957 — Judge Reinhold, ator norte-americano.
- 1959 — Nick Cassavetes, ator e diretor de cinema norte-americano.
- 1960
  - Jeffrey Dahmer, criminoso norte-americano (m. 1994).
  - Vladimir Salnikov, nadador russo.
- 1962 — Roberto Frejat, cantor e compositor brasileiro.
- 1963
  - Elena Vodorezova, patinadora artística e treinadora russa.
  - Luiz Maçãs, ator brasileiro (m. 1996).
- 1965 — Fabiana Scaranzi, jornalista brasileira.
- 1966
  - François Omam-Biyik, ex-futebolista camaronês.
  - Lisa Edelstein, atriz norte-americana.
- 1967 — Chris Benoit, wrestler canadense (m. 2007).
- 1971 — António Folha, ex-futebolista português.
- 1972 — The Notorious B.I.G., rapper estadunidense (m. 1997).
- 1974
  - Maria Fernanda Cândido, atriz brasileira.
  - Fairuza Balk, atriz norte-americana.
  - Fernando Almeida, ator brasileiro (m. 2004).
- 1975 — Juuso Pykälistö, automobilista finlandês.
- 1977 — Zada, futebolista brasileiro.
- 1978 — Bruno Basto, futebolista português.
- 1980
  - Hugo Leal, futebolista português.
  - Gotye, compositor e cantor multi-instrumentista belgo-australiano.
- 1981
  - Beth Botsford, nadadora norte-americana.
  - Anna Rogowska, atleta polonesa.
- 1985
  - Mark Cavendish, ciclista britânico.
  - Lucie Hradecká, tenista tcheca.
- 1986
  - Madson, futebolista brasileiro.
  - Edimar, futebolista brasileiro.
  - Mario Mandžukić, futebolista croata.
  - Sojin, cantora sul-coreana.
- 1987
  - David Braz, futebolista brasileiro.
  - Matheus Paraná, futebolista brasileiro.
- 1990 — Scotty Leavenworth, ator norte-americano.
- 1992
  - Dylan van Baarle, ciclista neerlandês.
  - Hutch Dano, ator norte-americano.
- 1993 — Giovanna Lancellotti, atriz brasileira.
- 1994 — Thomas Robert Daley, atleta britânico.
- 1996
  - Marcio Mansilla, ator argentino.
  - Chase Sui Wonders, atriz norte-americana.
- 1998 — Lautaro Díaz, futebolista argentino.
- 1999 — Andreas Leknessund, ciclista norueguês.

### Século XXI
- 2002 — Elena Huelva, ativista espanhola (m. 2023).
- 2003 — Pia Maria, cantora austríaca.

## Mortes

### Anterior ao século XIX
- 0987 — Luís V de França (n. 967).
- 1254 — Conrado IV da Germânia, rei de Jerusalém e da Sicília (n. 1228).
- 1275 — Cecília de Baux, condessa de Saboia (n. 1230).
- 1297 — Judite de Habsburgo, rainha da Boêmia e Polônia (n. 1271).
- 1425 — Parisina Malatesta, marquesa de Ferrara (n. 1404).
- 1481 — Cristiano I da Dinamarca, rei da Dinamarca, Suécia e Noruega (n. 1426).
- 1524 — Tomás Howard, 2.º Duque de Norfolk (n. 1443).
- 1542 — Hernando de Soto, explorador espanhol (n. 1500).
- 1619 — Hieronymus Fabricius, cirurgião e anatomista italiano (n. 1537).
- 1639 — Tommaso Campanella, filósofo e teólogo italiano (n. 1568).
- 1670 — Niccolò Zucchi, jesuíta, astrônomo e físico italiano (n. 1568).

### Século XIX
- 1844 — Giuseppe Baini, crítico de música e compositor italiano (n. 1775).
- 1850 — Christoph Friedrich von Ammon, teólogo alemão (n. 1766).
- 1866 — Augusta Ema d'Este, nobre britânica (n. 1801).
- 1895 — Franz von Suppé, compositor e maestro croata (n. 1819).

### Século XX
- 1927 — Amorim da Fonseca, médico português (n. 1862).
- 1945 — Herbert Adams, escultor norte-americano (n. 1858).
- 1974 — Lily Kronberger, patinadora artística húngara (n. 1890).
- 1983 — Eric Hoffer, escritor norte-americano (n. 1902).
- 1984 — Randi Bakke, patinadora artística norueguesa (n. 1904).
- 1988 — Rita Cléos, atriz e dubladora brasileira (n. 1931).
- 1991 — Rajiv Gandhi, político indiano (n. 1944).
- 1995 — Agnelo Rossi, religioso brasileiro (n. 1913).
- 2000 — Mark Hughes, empresário norte-americano (n. 1956).

### Século XXI
- 2002 — Niki de Saint Phalle, pintora, escultora e cineasta francesa (n. 1930).
- 2003 — Alejandro de Tomaso, automobilista e empresário argentino (n. 1928).
- 2009 — João Bénard da Costa, ensaísta e crítico de cinema português (n. 1935).
- 2013
  - Ruy Mesquita, jornalista brasileiro (n. 1925).
  - Trevor Bolder, músico e produtor britânico (n. 1950).
- 2016 — Nick Menza, músico alemão (n. 1964).
- 2025 — Dorinha Duval,  atriz e humorista brasileira (n. 1929).

## Feriados e eventos cíclicos
- Dia da Língua Nacional
- Dia Mundial para o Desenvolvimento Cultural.

### Brasil
- Dia do profissional de Letras
- Dia do Afilhado

### Portugal
- Feriado Municipal de Vila Nova de Foz Côa

### Cristianismo
- Adílio Da Ronch
- Arcângelo Tadini
- Constantino
- Cristóvão de Magalhães
- Eugênio de Mazenod
- Franz Jägerstätter
- John Eliot
- Manuel Gómez González

## Outros calendários
- No calendário romano era o 12.º dia (XII) antes das calendas de junho.
- No calendário litúrgico tem a letra dominical A para o dia da semana.
- No calendário gregoriano a epacta do dia é viii.